# Европско првенство у атлетици на отвореном 1990 — бацање диска за мушкарце
Бацање диска у мушкој конкуренцији на Европском првенству у атлетици 1990. у Сплиту, одржано је 29. и 30. августа на стадиону Пољуд.
Титулу освојену 1986. у Штутгарту, бранио је Ромас Убартас из Совјетског Савеза.

## Земље учеснице
Учествовала су 23. такмичара из 15 земаља. 
1. Бугарска (2)
2. Западна Немачка (3)
3. Источна Немачка (2)
4. Исланд (1)
5. Италија (2)
6. Мађарска (1)
7. Норвешка (1)
8. Румунија (1)
9. Совјетски Савез (3)
10. Уједињено Краљевство (1)
11. Финска (2)
12. Холандија (1)
13. Чехословачка (2)
14. Шведска (1)
15. Југославија (1)

## Рекорди
| Рекорди пре почетка Европског првенства 1990. | Рекорди пре почетка Европског првенства 1990. | Рекорди пре почетка Европског првенства 1990. | Рекорди пре почетка Европског првенства 1990. | Рекорди пре почетка Европског првенства 1990. |
| --------------------------------------------- | --------------------------------------------- | --------------------------------------------- | --------------------------------------------- | --------------------------------------------- |
| Светски рекорд                                | Јирген Шулт Источна Немачка                   | 74,08                                         | Нојбранденбург, Источна Немачка               | 6. јун 1986.                                  |
| Европски рекорд                               | Јирген Шулт Источна Немачка                   | 74,08                                         | Нојбранденбург, Источна Немачка               | 6. јун 1986.                                  |
| Рекорди Европских првенстава                  | Ромас Убартас Совјетски Савез                 | 67,08                                         | Штутгарт, Западна Немачка                     | 31. август 1986.                              |
| Најбољи резултат сезоне у свету               | Ромас Убартас Совјетски Савез                 | 68,94                                         | Smalininkai, Литванија                        | 5. мај 1990.                                  |
| Најбољи резултат сезоне у Европи              | Ромас Убартас Совјетски Савез                 | 68,94                                         | Smalininkai, Литванија                        | 5. мај 1990.                                  |

## Најбољи резултати у 1990. години
Најбољи атлетичари у бацању диска пре почетка европског првенства (26. августа 1990) заузимало је следећи пласман на европској и светској ранг листи (СРЛ).
| 1.  | Ромас Убартас   | Совјетски Савез | 68,94 | 5. мај    | 1. СРЛ  |
| 2.  | Волфганг Шмит   | Западна Немачка | 68,30 | 5. мај    | 2. СРЛ  |
| 3.  | Јирген Шулц     | Источна Немачка | 67,08 | 27. мај   | 5. СРЛ  |
| 4.  | Василиј Каптјух | Совјетски Савез | 67,04 | 9. јул    | 6.СРЛ   |
| 5.  | Карстен Куфал   | Западна Немачка | 66,22 | 9. јул    | 7.СРЛ   |
| 6.  | Манфред Шмиц    | Западна Немачка | 64,81 | 18. јул   | 9. СРЛ  |
| 7.  | Ридигер Пуденц  | Западна Немачка | 62,92 | 12. мај   | 11. СРЛ |
| 8.  | Имрих Бугар     | Чехословачка    | 62,40 | 5. август | 12. СРЛ |
| 9.  | Луц Хагер       | Западна Немачка | 62,14 | 18. јул   | 13. СРЛ |
| 10. | Атила Хорват    | Мађарска        | 62,12 | 5. август | 14. СРЛ |

Такмичари чија су имена подебљана учествовали су на ЕП.

## Победници
|                             |                         |                               |
| Јирген Шулт Источна Немачка | Ерик де Бројн Холандија | Волфганг Шмит Западна Немачка |

## Резултати

### Квалификације
У квалификацијама такмичари подељени у две групе. Квалификациона норма за улазак у финале износила је 63,00 метра. Норму су пребацилла 3 такмичара (КВ), а осталих 9 пласирало су се на основу постигнутог резултата(кв).
| Пласман | Група | Такмичар              | Земља                | Време | Белешке |
| ------- | ----- | --------------------- | -------------------- | ----- | ------- |
| 1.      | Б     | Волфганг Шмит         | Западна Немачка      | 64,84 | КВ      |
| 2.      | Б     | Алојз Ханекер         | Западна Немачка      | 64,14 | КВ      |
| 3.      | Б     | Ерик де Бројн         | Холандија            | 63,76 | КВ      |
| 4.      | А     | Атила Хорват          | Мађарска             | 62,90 | кв      |
| 5.      | А     | Ролф Данеберг         | Западна Немачка      | 62,86 | кв      |
| 6.      | А     | Ромас Убаратс         | Совјетски Савез      | 62,70 | кв      |
| 7.      | Б     | Јирген Шулт           | Источна Немачка      | 62,50 | кв      |
| 8.      | А     | Имрих Бугар           | Чехословачка         | 61,68 | кв      |
| 9.      | А     | Стефан Фернхолм       | Шведска              | 61,52 | кв      |
| 10.     | Б     | Гејза Валент          | Чехословачка         | 61,52 | кв      |
| 11.     | Б     | Василиј Каптјух       | Совјетски Савез      | 61,04 | кв      |
| 12.     | Б     | Вјестејдн Хафстејнсон | Исланд               | 60,40 | кв      |
| 13.     | А     | Свен Инге Валвик      | Норвешка             | 60,34 |         |
| 14.     | Б     | Лучијано Цербини      | Италија              | 59,94 |         |
| 15.     | А     | Ларс Ридел            | Источна Немачка      | 59,28 |         |
| 16.     | А     | Марко Мартино         | Италија              | 59,02 |         |
| 17.     | Б     | Мика Мука             | Финска               | 58,40 |         |
| 18.     | Б     | Николај Колев         | Бугарска             | 58,02 |         |
| 19.     | А     | Рајмо Венто           | Финска               | 57,32 |         |
| 20.     | А     | Камен Димитров        | Бугарска             | 56,56 |         |
| 21.     | Б     | Марчел Тирле          | Румунија             | 56,00 |         |
| 22.     | Б     | Abi Ekoku             | Уједињено Краљевство | 53,80 |         |
| —       | А     | Драган Мустапић       | Југославија          | БП    |         |

### Финале
| Пласман | Такмичар              | Земља           | Резултат | Белешка |
| ------- | --------------------- | --------------- | -------- | ------- |
|         | Јирген Шулт           | Источна Немачка | 64,58    |         |
|         | Ерик де Бројн         | Холандија       | 64,46    |         |
|         | Волфганг Шмит         | Западна Немачка | 64,19    |         |
| 4.      | Василиј Каптјух       | Совјетски Савез | 63,72    |         |
| 5.      | Ромас Убаратс         | Совјетски Савез | 63,70    |         |
| 6.      | Ролф Данеберг         | Западна Немачка | 63,08    |         |
| 7.      | Имрих Бугар           | Чехословачка    | 62,36    |         |
| 8.      | Атила Хорват          | Мађарска        | 62,08    |         |
| 9.      | Гејза Валент          | Чехословачка    | 60,30    |         |
| 10.     | Алојз Ханекер         | Западна Немачка | 60,04    |         |
| 11.     | Стефан Фернхолм       | Шведска         | 59,1     |         |
| 12.     | Вјестејдн Хафстејнсон | Исланд          | 57,36    |         |